# Ixodes ceylonensis
Ixodes ceylonensis är en fästingart som beskrevs av Glen M. Kohls 1950. Ixodes ceylonensis ingår i släktet Ixodes och familjen hårda fästingar.
Artens utbredningsområde är Sri Lanka. Inga underarter finns listade i Catalogue of Life.